# 天線相位中心誤差
天線相位中心誤差，GPS衛星接收儀收到衛星訊號的位置稱為天線相位中心(Antenna Phase Center)，而天線相位中心位置會隨著衛星高度、方位角、觀測信號強弱或天線型號種類不同而產生的位相中心的偏移，即為天線位相中心誤差。
天線位相中心誤差最多可以達到10公分左右，但由於誤差較小，實際常會被忽略，但若是要進行高精度的GPS衛星測量時，則需要更高精度與正確度的資料，此時就會進行天線位相中心誤差改正。
天線位相中心誤差改正包括相位中心偏移量(Phase Center Offset，PCO)，以及相位中心變化量(Phase Center Variation，PCV)。